# Orçamento participativo em Portugal
O orçamento participativo (OP) é usado em Portugal por 12 a 27 autarquias e 4 juntas de freguesia. Todos os OP portugueses são consultivos (i.e., não vinculativos), embora envolvam um compromisso claro dos executivos autárquicos. Segundo Nelson Dias ainda são raros os casos em que as autarquias prestam contas do processo e seus resultados (Público a 9 de junho de 2008  ). As experiências iniciais lideradas pelo concelho pioneiro de Palmela tendiam a localizar-se no sul do país e a ser lideradas por autarcas membros da Coligação Democrática Unitária, tendo posteriormente alastrado ao norte e a executivos camarários de outros partidos.

## Projectos nacionais
- OP Portugal com financiamento do programa Equal  é um observatório de apoio à adopção, criação de redes, organização de eventos e recolha documental de processos participativos locais (incluindo um sistema de informação  em desenvolvimento) e o projecto do programa Escolhas Orçamento Participativo Crianças e Jovens em fase experimental ;
- "Encontro Nacional sobre OP e Democracia Local" com a sua 1ª edição em 2007 2007 em S. Brás de Alportel reuniu cerca de 200 participantes (vide S. Brás Solidário N. 10 Abril 2007   e Notícias de Castelo de Vide ) e uma 2ª edição realizada em Palmela 15-16 de maio de 2008 (vide Newsletter Equal 12 06/08 );
- Cursos no CES, Coimbra com coordenação cientifica a cargo de uma equipa da qual fazem parte Boaventura de Sousa Santos e Giovanni Allegretti incluindo "Os Orçamentos Participativos na Europa: uma apresentação não convencional" 22-23 de junho de 2007  e 25-26 de setembro de 2008 ;
- Agenda 21 Local com 103 municípios e 23 freguesias identificados em 22.09.2008  é um apelo ao uso de processos participativos multi-sectoriais (e.g., ambiente, economia; socio-cultural, urbanismo, governação local) pelas autarquias através de processos consultivos e de estabelecimento de consensos e da preparação e implementação de um Plano de Acção estratégico de longo prazo dirigido às prioridades locais para o desenvolvimento sustentável;
- Cidadania Activa  campanha da Associação Nacional de Municípios Portugueses apelando à participação através de orçamentos participativos, atendimentos públicos, reuniões descentralizadas, semanas temáticas ou dedicadas às freguesias, visitas a escolas, etc.

## Lista de OP municipais
Lista de concelhos com OP por data de introdução com hiperligação ao respectivo site municipal:
- CM Palmela 2003  Segundo o diário Público a 9 de junho de 2008  nos primeiros anos de maior entusiasmo o OP envolveu 4 por cento dos eleitores de Palmela.
- CM Sesimbra 2006   O Orçamento Participativo dispõe de 500 mil euros, cerca de 5% do investimento camarário realizado em 2006 segundo o site da agenda 21 .
- CM S. Brás de Alportel 2007 [ligação inativa]
- CM Alcochete 2007 [ligação inativa]
- CM Serpa 2008
- CM Faro 2008 meramente consultivo sem orçamentação [ligação inativa] Segundo o diário Público a 9 de junho de 2008  o OP de Faro foi suspenso por falta de participação.
- CM Marvão 2008 apenas reuniões participativas
- CM Braga 2008   Segundo o diário Público a 9 de junho de 2008  foi retirada referência do site municipal  ao OP adoptado no final de 2007. Em 2014, com a nova gestão de Ricardo Rio, o OP voltou sendo referência nacional na matéria; Link: http://participe.cm-braga.pt/
- CM Lisboa 2008  com projectos de pistas cicláveis e acessibilidades para bicicletas no valor de 5.1 milhões de euros integrados no orçamento para 2009. Participação moderada – dos  497  internautas  registados  na  1.ª  fase  247 apresentaram propostas de projectos de investimentos para a cidade, propostas estas analisadas por 1.101 votantes. Segundo o diário Público a 9 de junho de 2008  foi retirada referência do site municipal  ao OP adoptado no final de 2007.
- CM Loulé 2014 (http://www.cm-loule.pt/menu/827/orcamento-participativo.aspx)
- CM Odivelas 2009 A autarquia dispunha de uma verba de um milhão e meios de euros, recebeu 1.623 propostas e 626 votantes . OP CM Odivelas 2010
- CM Viana do Castelo 2009
- CM Guimarães 2013
- CM Vila Nova de Gaia: OP Jovem, desde 2019. A elevada afluência levou o município a duplicar o investimento de 120 mil euros, em 2019, para 240 mil euros em 2020. É um dos principais projetos que marcam o município como amigo da juventude e potenciam a sua candidatura a Capital Europeia da Juventude em 2024.

Das 22 autarquias listadas com OP identificadas no diário Público a 9 de junho de 2008 :
- 8 foram verificadas em site institucional (Braga, Marvão, Odivelas, Alcochete, Sesimbra, Palmela, Serpa, S. Brás de Alportel)
- 2 verificadas em fontes não institucionais - Batalha 2008  e Vila Real de Santo António 2005 , esta última parceiro da URBAL – Rede 9 liderada pela Câmara Municipal  de  Porto  Alegre  (Brasil) .

Acrescentando-se os sites institucionais de CM Lisboa 2008; CM Viana do Castelo 2009 encontramos 10 OP verificados institucionalmente.
As restantes 12 não são verificadas:
- Aveiro 2008 são referidas em acta da CMA "umas cartas enviadas aos cidadãos apelando à sua participação no orçamento da Autarquia" ;
- Castelo de Vide, Alter do Chão, Avis, Cascais, Grândola, Santiago do Cacém, Alvito, Aljustrel, Castro Verde, Aljezur, Silves.

Segundo o diário Público a 9 de junho de 2008  os OP de Faro 2008 meramente consultivo sem orçamentação e Tomar foram suspensos por falta de participação.

## Lista de freguesias com OP
Lista de freguesias com OP por data de introdução com hiperligação ao respectivo site institucional:
- JF Benfica, Lisboa, 2012, Site do OP
- JF Carnide, Lisboa 2004 Público a 9 de junho de 2008
- JF Lousã
- JF S. Sebastião, Setúbal 2002 - diálogo
- JF Olival de Basto 2009
- JF São Martinho, Funchal, http://jf-saomartinho.pt/
- Dias (2008c) refere ainda a freguesia de Castelo, Sesimbra.

Segundo o diário Público a 9 de junho de 2008  o OP de Agualva, Sintra foi suspenso por falta de participação.